# Bienebek (Gewässer)
Die Bienebek (dän. Binebæk) ist ein Bach in Schleswig-Holstein. Er verläuft in der Gemeinde Thumby und mündet nach etwa 4,7 km Länge in die Schlei. Der Name ist erstmals 1436 dokumentiert.
Der Bach wird unterhalten vom Wasser- und Bodenverband Bornbek-Bienebek.

## Verlauf
Er beginnt südlich der Straße Staun, unterfließt die Straßen Helle, Sensby und Bienebek und mündet dann in die Schlei.
Kurz vor der Mündung durchfließt die Bienebek mehrere Wasserbecken.